# Shane Larkin
DeShane "Shane" Larkin (ur. 2 października 1992 w Cincinnati) – amerykański koszykarz posiadający tureckie obywatelstwo, występujący na pozycji rozgrywającego, aktualnie zawodnik Anadolu Efes.
Jego ojcem jest członek Galerii Sław Baseballu – Barry Larkin.
9 lipca 2015 podpisał dwuletnią umowę z klubem Brooklyn Nets.
9 lipca 2017 został zawodnikiem FC Barcelony Lassa. 31 lipca zawarł kontrakt z Boston Celtics.
26 lipca 2018 został zawodnikiem Anadolu Efes.
W lutym 2020 otrzymał tureckie obywatelstwo.

## Osiągnięcia
Stan na 21 stycznia 2020, na podstawie, o ile nie zaznaczono inaczej.
NCAA
- Uczestnik rozgrywek Sweet Sixteen turnieju NCAA (2013)
- Mistrz:
  - turnieju konferencji Atlantic Coast (ACC – 2013)
  - sezonu regularnego ACC (2013)
- Zawodnik roku konferencji ACC (2013)[7]
- MVP turnieju ACC (2013)[8]
- Laureat nagrody – Lute Olson Award (2013)[9]
- Zaliczony do:
  - I składu:
    - konferencji ACC (2013)
    - defensywnego ACC (2013)
    - pierwszoroczniaków ACC (2012)
    - turnieju konferencji ACC (2013)

  - II składu All-American  (AP, NABC – 2013)
  - III składu All-American (Sporting News – 2013)

Drużynowe
- Mistrz Turcji (2019)[10]
- Wicemistrz Euroligi (2019)[11]
- Finalista pucharu Turcji (2019)

Indywidualne
(* – nagrody przyznane przez portal eurobasket.com)
- MVP finałów ligi tureckiej (2019)[10]
- Najlepszy zawodnik zagraniczny Ligi Endesa (2017)*[12]
- Zaliczony do:
  - I składu najlepszych zawodników zagranicznych ligi hiszpańskiej (2017)*[12]
  - II składu ligi hiszpańskiej (2017)[12]
- Uczestnik meczu gwiazd ligi tureckiej (2020)[13]
- Lider strzelców finałów Euroligi (2019)